# Атрибут (мифология)
Атрибут в мифологии и религии — особый предмет, обладающий уникальностью и, возможно, имеющий необычные (магические, божественные) свойства, а также какие-либо свойства, присущие конкретному герою, персонажу, явлению, предмету и т. д.

## Атрибуты Бога в религии

### Авраамические религии
Особенностью всех авраамических религий является вера в Единого Бога. Кроме Единства, в различных религиях имеются другие атрибуты. В христианстве это Триединство, в исламе атрибуты называются сифаты (вечность, единственность, безначальность и другие). В иудаизме для обозначения Бога используются эпитеты, такие как Саваоф ((Господь) Воинств), Ха-Маком (Вездесущий). Также в этих религиях Бог обладает следующими атрибутами: вечность, всемогущество, всеблагость, всезнание.

### Индийские религии

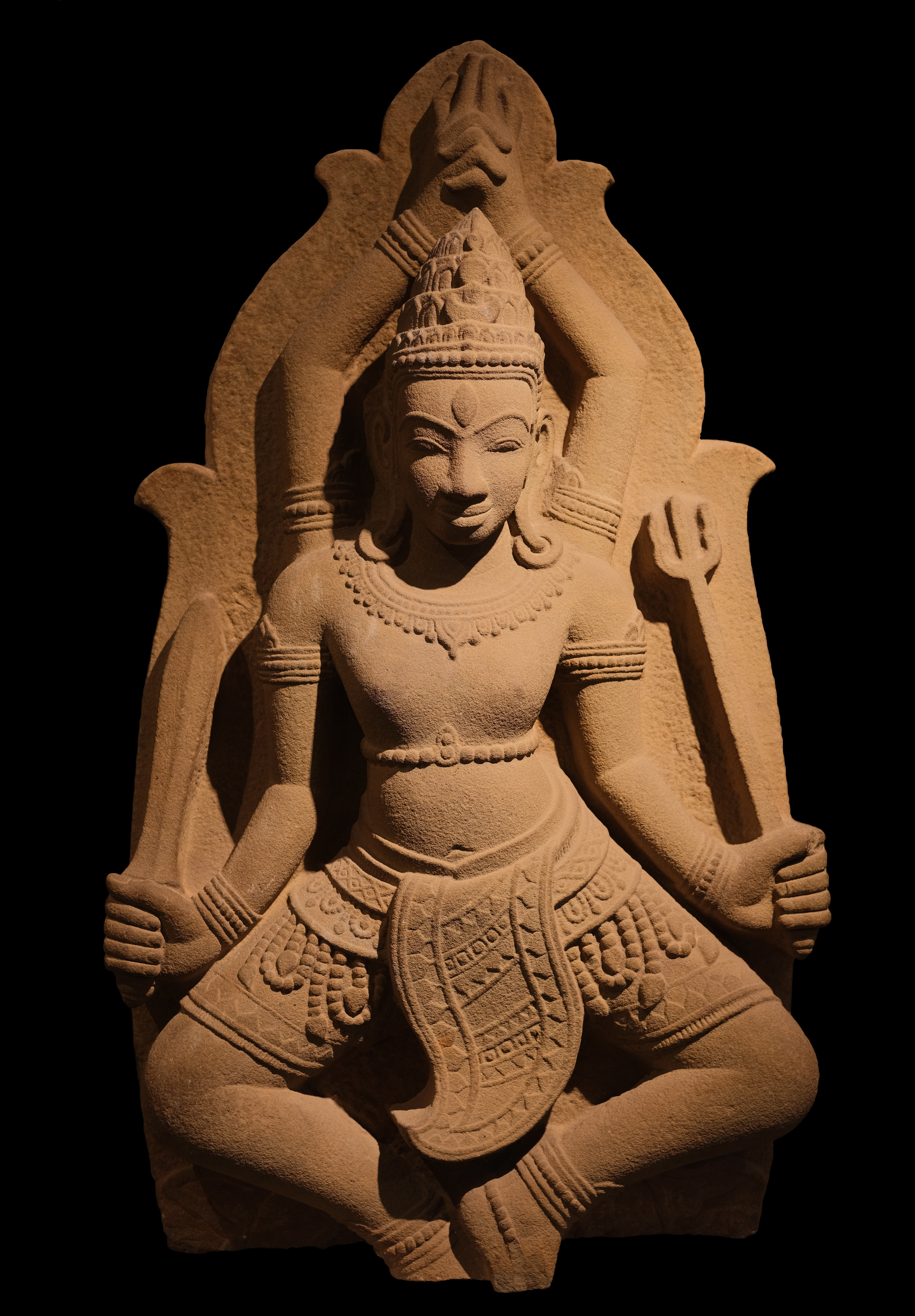
Атрибутом Шивы является четырёхрукость

Огромное количество божеств и, соответственно, их атрибутов имеется в индуизме. Хотя большинство индуистов верят во вселенского Бога, который одновременно находится внутри каждого живого существа. Таким образом, ему можно поклоняться в огромном количестве форм. Приверженцы сикхизма верят в Единого Бога, Всемогущего и Всепронизывающего Творца. Он имеет два основных атрибута — Ниргун (Абсолют) и Саргун (персональный Бог внутри каждого из людей). Джайнизм и буддизм (за исключением местных версий буддизма) не имеют Бога в привычном понимании, он выражается безличностным Мирозданием, Абсолютом.

## Атрибуты персонажей мифов и легенд

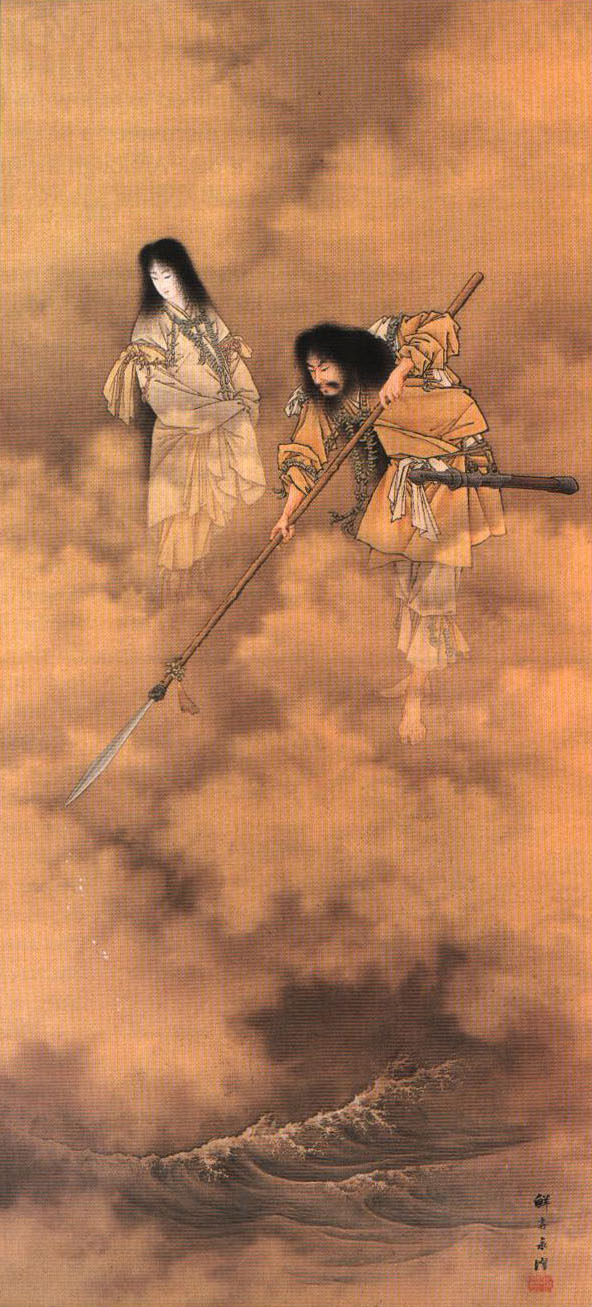
Идзанами и Идзанаги с копьём Аменонухоко

Много легенд повествуют о вещах необычного происхождения. Они становятся неизменным атрибутом многих персонажей мифов и легенд:
- Король Артур — Экскалибур
- Геракл — 12 подвигов
- Идзанаги и Идзанами — Аменонухоко
- Баба-яга — Избушка на курьих ножках
- Хуан-ди — Ухао
- Вяйнямёйнен — Сампо